# Троїцька сільська рада (Павлоградський район)
Троїцька сільська рада — орган місцевого самоврядування у Павлоградському районі Дніпропетровської області з адміністративним центром у с. Троїцьке.

## Населені пункти
Сільській раді підпорядковані населені пункти:
- с. Троїцьке
- с. Вербове
- с. Левадки

## Склад ради
Рада складається з 16 депутатів та голови.